# Basketbal op de Gemenebestspelen 2006
 Basketbal  is een van de olympische sporten die werden beoefend tijdens de Gemenebestspelen 2006.

## Mannen

### Groepsfase

#### Groep A
| Schotland | 52-129 | Australië |
| India     | 84-113 | Nigeria   |
| Schotland | 67-57  | India     |
| Australië | 103-57 | Nigeria   |
| Nigeria   | 91-83  | Schotland |
| India     | 49-133 | Australië |

| land      | wed | win | gel | ver | saldo   | pnt |
| --------- | --- | --- | --- | --- | ------- | --- |
| Australië | 3   | 3   | 0   | 0   | 365-158 | 6   |
| Nigeria   | 3   | 2   | 0   | 1   | 261-270 | 4   |
| Schotland | 3   | 1   | 0   | 2   | 202-277 | 2   |
| India     | 3   | 0   | 0   | 3   | 190-313 | 0   |

#### Groep B
| Nieuw-Zeeland | 88-58 | Zuid-Afrika   |
| Barbados      | 59-75 | Engeland      |
| Nieuw-Zeeland | 84-63 | Engeland      |
| Zuid-Afrika   | 72-88 | Barbados      |
| Barbados      | 51-91 | Nieuw-Zeeland |
| Engeland      | 95-53 | Zuid-Afrika   |

| land          | wed | win | gel | ver | saldo   | pnt |
| ------------- | --- | --- | --- | --- | ------- | --- |
| Nieuw-Zeeland | 3   | 3   | 0   | 0   | 263-172 | 6   |
| Engeland      | 3   | 2   | 0   | 1   | 233-196 | 4   |
| Barbados      | 3   | 1   | 0   | 2   | 198-238 | 2   |
| Zuid-Afrika   | 3   | 0   | 0   | 3   | 183-271 | 0   |

### Plaatsingswedstrijden 5e t/m 8e plaats
| Schotland | 91-79 | Zuid-Afrika |
| India     | 55-96 | Barbados    |

### Halve finale
| Australië | 101-75 | Engeland      |
| Nigeria   | 66-90  | Nieuw-Zeeland |

### 7e/8e plaats
| Zuid-Afrika | 65-59 | India |

### 5e/6e plaats
| Schotland | 63-73 | Barbados |

### 3e/4e plaats
| Engeland | 80-57 | Nigeria |

### Finale
| Australië | 81-76 | Nieuw-Zeeland |

## Vrouwen

### Groepsfase

#### Groep A
| Australië  | 146-46 | India      |
| Mozambique | 46-84  | Engeland   |
| Engeland   | 104-57 | India      |
| Mozambique | 26-104 | Australië  |
| Australië  | 95-43  | Engeland   |
| India      | 58-54  | Mozambique |

| land       | wed | win | gel | ver | saldo   | pnt |
| ---------- | --- | --- | --- | --- | ------- | --- |
| Australië  | 3   | 3   | 0   | 0   | 345-115 | 6   |
| Engeland   | 3   | 2   | 0   | 1   | 231-198 | 4   |
| India      | 3   | 1   | 0   | 2   | 161-304 | 2   |
| Mozambique | 3   | 0   | 0   | 3   | 126-246 | 0   |

#### Groep B
| Nieuw-Zeeland | 127-47 | Malta         |
| Maleisië      | 67-97  | Nigeria       |
| Malta         | 44-86  | Nigeria       |
| Nieuw-Zeeland | 113-56 | Maleisië      |
| Maleisië      | 68-65  | Malta         |
| Nigeria       | 53-83  | Nieuw-Zeeland |

| land          | wed | win | gel | ver | saldo   | pnt |
| ------------- | --- | --- | --- | --- | ------- | --- |
| Nieuw-Zeeland | 3   | 3   | 0   | 0   | 323-156 | 6   |
| Nigeria       | 3   | 2   | 0   | 1   | 194-236 | 4   |
| Maleisië      | 3   | 1   | 0   | 2   | 191-275 | 2   |
| Malta         | 3   | 0   | 0   | 3   | 156-281 | 0   |

### Plaatsingswedstrijden 5e t/m 8e plaats
| India      | 80-47 | Malta    |
| Mozambique | 80-70 | Maleisië |

### Halve finale
| Australië | 105-49 | Nigeria       |
| Engeland  | 67-74  | Nieuw-Zeeland |

### 7e/8e plaats
| Malta | 59-63 | Maleisië |

### 5e/6e plaats
| India | 44-70 | Mozambique |

### 3e/4e plaats
| Nigeria | 75-78 | Engeland |

### Finale
| Australië | 77-39 | Nieuw-Zeeland |

Atletiek · Badminton · Basketbal · Boksen · Bowls · Gewichtheffen · Hockey · Mountainbike · Netball · Ritmische gymnastiek · Rugby Sevens · Schietsport · Schoonspringen · Squash · Synchroonzwemmen · Tafeltennis · Triatlon · Turnen · Wielersport (baan · weg) · Zwemmen